# Lockhart Shire Council
Lockhart Shire Council is een Local Government Area (LGA) in de Australische deelstaat New South Wales.